# 1999 en Italie
Chronologie de l'Italie
- 1995
- 1996
- 1997
- 1998
- 1999
- 2000
- 2001
- 2002
- 2003

1997 en Europe - 1998 en Europe - 1999 en Europe - 2000 en Europe - 2001 en Europe

## Événements
- 1er janvier : introduction de l'euro[1].
- 25 février : accident aérien du vol Alitalia 1553 lors de son atterrissage à l'aéroport de Gênes[2].

- 24 mars : incendie du tunnel du Mont-Blanc[3].

- 9 avril : le Procureur de Palerme requiert quinze ans d’emprisonnement pour Andreotti accusé d'association mafieuse dans l'affaire Mino Pecorelli ; il est acquitté en première instance le 24 septembre mais le jugement est infirmé par la cour d’appel de Pérouse le 17 novembre 2002 qui le condamne à 24 ans d’emprisonnement, jugement finalement annulé par la cour de cassation le 30 octobre 2003[4].

- 13 mai : Carlo Azeglio Ciampi est élu Président de la République[5].
- 20 mai : Massimo D'Antona, collaborateur du ministre du Travail, est assassiné par les Brigades rouges à Rome[6].

- 13 juin : Forza Italia arrive en tête aux élections européennes[7].
- 25 juin : réouverture au public de la Domus aurea, la villa de Néron à Rome[8].

- 15 septembre : Romano Prodi succède au Luxembourgeois Jacques Santer, contraint à démissionner le 15 mars, à la présidence de la commission européenne[9].

- 4 octobre : lancement à Milan de Radio 24, station de radio privée d'information en continu[10].

- 27 novembre : Silvio Berlusconi et son avocat Cesare Previti sont mis en examen pour « corruption de magistrats »[4].

- 18 décembre : démission de Massimo D'Alema, qui forme un second gouvernement le 22 décembre[4].

## Culture

### Cinéma

#### Films italiens sortis en 1999
- 21 mai : Harem Suare, film de Ferzan Özpetek

#### Autres films sortis en Italie en 1999
- 20 août : Waterboy, film américain de Frank Coraci

#### Mostra de Venise
- Lion d'or d'honneur : Jerry Lewis
- Lion d'or : Pas un de moins (Yi ge dou bu neng shao) de Zhang Yimou
- Coupe Volpi pour la meilleure interprétation féminine : Nathalie Baye dans Une liaison pornographique de Frédéric Fonteyne
- Coupe Volpi pour la meilleure interprétation masculine : Jim Broadbent dans Topsy-Turvy de Mike Leigh

### Littérature

#### Livres parus en 1999

##### Romans
- Alessandro Baricco : City, Rizzoli, 1999  (ISBN 8-81786-102-2) - Feltrinelli, 2007  (ISBN 978-8-80781-967-4) (traduction française : Albin Michel, 2000).
- Franco Ferrucci : Il mondo creato, (Fazi Editore), réédition du livre publié chez Mondadori en 1986  (ISBN 8-88112-124-7)
- Luther Blissett : L'Œil de Carafa (titre original : Q), Turin, 1999 Einaudi  (ISBN 8-80615-572-5) (traduction française : Éditions du Seuil, 2001  (ISBN 2-02040-066-9)
- Sebastiano Vassalli : La Source étrusque (Un infinito numero : Virgilio e Mecenate nel paese dei Rasna).

#### Prix et récompenses
- Prix Strega : Dacia Maraini, Buio (Rizzoli)
- Prix Bagutta : Fabio Carpi, Patchwork, (Bollate Boringhieri)
- Prix Campiello : Ermanno Rea, Fuochi fiammanti a un'hora di notte
- Prix Napoli : Giuseppe Montesano, Nel corpo di Napoli (Mondadori)
- Prix Stresa : Maurizio Maggiani - La regina disadorna, (Feltrinelli)
- Prix Viareggio : Ernesto Franco, Vite senza fine

## Décès en 1999
- 19 janvier : Mario Gentili, 85 ans, coureur cycliste, médaillé d'argent de la poursuite par équipes aux Jeux olympiques de 1936. (° 21 mars 1913)
- 21 mai : Fulvio Tomizza, 64 ans, écrivain, romancier et essayiste, associé à la « Génération des années trente.  » (° 26 janvier 1935)
- 8 décembre : Pupella Maggio (Giustina Maggio), 89 ans, actrice. (° 24 avril 1910)